# سنگ‌چشم‌کوکوی کوتوله
سنگ‌چشم‌کوکوی کوتوله (نام علمی: Celebesica abbotti) گونه‌ای از پرندگان از خانواده کوکوسنگ‌چشمان است. این گونه بومی جزیره سولاوسی اندونزی است. زیستگاه طبیعی آن جنگل‌های کوهستانی نمناک نیمه‌گرمسیری یا گرمسیری است.